# Coelotes inabaensis
Coelotes inabaensis là một loài nhện trong họ Amaurobiidae.
Loài này thuộc chi Coelotes. Coelotes inabaensis được miêu tả năm 1974 bởi Arita.